# Zsolt Aradi
Zsolt Aradi (n. 29 aprilie 1908, Sombor, Districtul Bačka de Vest, Serbia – d. 22 aprilie 1963, New York City, New York, SUA) a fost un scriitor și istoric maghiar.